# Ercheia subdubia
Ercheia subdubia là một loài bướm đêm trong họ Noctuidae.